# UCI Africa Tour 2018
Navigation
Édition précédente Édition suivante
L'UCI Africa Tour 2018 est la 14e édition de l'UCI Africa Tour, l'un des cinq circuits continentaux de cyclisme de l'Union cycliste internationale. Il est composé de 17 compétitions organisées du 27 octobre 2017 au 30 septembre 2018 en Afrique.

## Équipes
Les équipes qui peuvent participer aux différentes courses dépendent de la catégorie de l'épreuve. Par exemple, les UCI WorldTeams ne peuvent participer qu'aux courses .1 et leur nombre par épreuves est limité.
| Catégorie               | Catégorie                  | Équipes |
| ----------------------- | -------------------------- | --- |
| .1                      | 1.1 (Course d'un jour)     | * WorldTeam (max 50 %) * Continentales professionnelles * Continentales * Sélections nationales             |
| .1                      | 2.1 (Course par étapes)    | * WorldTeam (max 50 %) * Continentales professionnelles * Continentales * Sélections nationales             |
| .2                      | 1.2 (Course d'un jour)     | * Continentales professionnelles * Continentales * Sélections nationales * Sélections régionales * Amateurs |
| .2                      | 2.2 (Course par étapes)    | * Continentales professionnelles * Continentales * Sélections nationales * Sélections régionales * Amateurs |
| .Ncup (moins de 23 ans) | 1.Ncup (Course d'un jour)  | * Sélections nationales * Sélections mixtes * Sélections régionales                                         |
| .Ncup (moins de 23 ans) | 2.Ncup (Course par étapes) | * Sélections nationales * Sélections mixtes * Sélections régionales                                         |

## Courses
Cette édition comprend 4 courses de niveau 1 (.1) et le reste des courses étant du dernier niveau (.2). En outre, les championnats continentaux et nationaux sont également inscrits au calendrier.

## Calendrier des épreuves

### Octobre 2017
| Date | Course       | Pays         | Classe | Vainqueur            | Équipe             |
| ---- | ------------ | ------------ | ------ | -------------------- | ------------------ |
| 27-5 | Tour du Faso | Burkina Faso | 2.1    | Salah Eddine Mraouni | Kuwait-Cartucho.es |

### Novembre 2017
| Date  | Course         | Pays   | Classe | Vainqueur      | Équipe                 |
| ----- | -------------- | ------ | ------ | -------------- | ---------------------- |
| 12-19 | Tour du Rwanda | Rwanda | 2.2    | Joseph Areruya | Dimension Data-Qhubeka |

### Janvier
| Date  | Course                        | Pays    | Classe | Vainqueur      | Équipe |
| ----- | ----------------------------- | ------- | ------ | -------------- | ------ |
| 15-21 | Tropicale Amissa Bongo        | Gabon   | 2.1    | Joseph Areruya | Rwanda |
| 26-29 | Tour International des Zibans | Algérie | 2.2    | Abdellah Hida  | Maroc  |

### Février
| Date  | Course             | Pays    | Classe | Vainqueur              | Équipe        |
| ----- | ------------------ | ------- | ------ | ---------------------- | ------------- |
| 20-23 | Grand Prix d'Alger | Algérie | 2.1    | Charálampos Kastrantás | Java Partizan |

### Mars
| Date  | Course                                                  | Pays     | Classe | Vainqueur      | Équipe                                    |
| ----- | ------------------------------------------------------- | -------- | ------ | -------------- | ----------------------------------------- |
| 1     | Challenges de la Marche verte-Grand Prix Sakia El Hamra | Maroc    | 1.2    | Annulé         | Annulé                                    |
| 3     | Challenges de la Marche verte-Grand Prix Oued Eddahab   | Maroc    | 1.2    | Annulé         | Annulé                                    |
| 4     | Challenges de la Marche verte-Grand Prix Al Massira     | Maroc    | 1.2    | Annulé         | Annulé                                    |
| 6     | Challenge du Prince-Trophée princier                    | Maroc    | 1.2    | Annulé         | Annulé                                    |
| 8     | Challenge du Prince-Trophée de l'anniversaire           | Maroc    | 1.2    | Annulé         | Annulé                                    |
| 9     | Challenge du Prince-Trophée de la maison royale         | Maroc    | 1.2    | Annulé         | Annulé                                    |
| 10-18 | Tour du Cameroun                                        | Cameroun | 2.2    | Annulé         | Annulé                                    |
| 20-21 | Tour de la Pharmacie Centrale                           | Tunisie  | 2.2    | Gaëtan Bille   | Sovac-Natura4Ever                         |
| 23    | Grand Prix International de la Pharmacie Centrale       | Tunisie  | 1.2    | Gruffudd Lewis | Ribble                                    |
| 27-2  | Tour d'Algérie                                          | Algérie  | 2.2    | Azzedine Lagab | Groupement sportif des pétroliers Algérie |

### Avril
| Date  | Course                 | Pays           | Classe | Vainqueur     | Équipe            |
| ----- | ---------------------- | -------------- | ------ | ------------- | ----------------- |
| 6-15  | Tour du Maroc          | Maroc          | 2.2    | David Rivière | Vendée U          |
| 14    | Fenkel Northern Redsea | Érythrée       | 1.2    | Annulé        | Annulé            |
| 15    | Massawa Circuit        | Érythrée       | 1.2    | Annulé        | Annulé            |
| 17-21 | Tour d'Érythrée        | Érythrée       | 2.2    | Annulé        | Annulé            |
| 22    | Circuit d'Asmara       | Érythrée       | 1.2    | Annulé        | Annulé            |
| 22-29 | Tour du Sénégal        | Sénégal        | 2.2    | Dan Craven    | Embrace The World |
| 24-27 | Tour de Limpopo        | Afrique du Sud | 2.2    | Gustav Basson | ProTouch          |

### Mai
| Date | Course                   | Pays           | Classe | Vainqueur               | Équipe            |
| ---- | ------------------------ | -------------- | ------ | ----------------------- | ----------------- |
| 4-7  | Tour de la Wilaya d'Oran | Algérie        | 2.2    | Laurent Évrard          | Sovac-Natura4Ever |
| 6    | 100 Cycle Challenge      | Afrique du Sud | 1.2    | Nolan Hoffman           | BCX               |
| 9-13 | Tour de Tunisie          | Tunisie        | 2.2    | Annulé                  | Annulé            |
| 26-3 | Tour du Cameroun         | Cameroun       | 2.2    | Bonaventure Uwizeyimana | Rwanda            |

### Août
| Date | Course            | Pays     | Classe | Vainqueur      | Équipe                 |
| ---- | ----------------- | -------- | ------ | -------------- | ---------------------- |
| 5-12 | Tour du Rwanda    | Rwanda   | 2.2    | Samuel Mugisha | Dimension Data-Qhubeka |
| 27-1 | Tour Meles Zenawi | Éthiopie | 2.2    | Annulé         | Annulé                 |

### Septembre
| Date  | Course                  | Pays          | Classe | Vainqueur     | Équipe                |
| ----- | ----------------------- | ------------- | ------ | ------------- | --------------------- |
| 9-15  | Tour de Côte d'Ivoire   | Côte d'Ivoire | 2.2    | Issiaka Cissé | Côte d'Ivoire         |
| 26-30 | Grand Prix Chantal Biya | Cameroun      | 2.1    | Juraj Bellan  | Dukla Banská Bystrica |

## Classements
- Note: classements définitifs au 21 octobre[2],[3]

| #   | Coureur                | Pays           | Équipe                                    | Pts.   |
| --- | ---------------------- | -------------- | ----------------------------------------- | ------ |
| 1.  | Joseph Areruya*        | Rwanda         | Delko Marseille Provence KTM              | 487.75 |
| 2.  | Youcef Reguigui        | Algérie        | Sovac-Natura4Ever                         | 356    |
| 3.  | Azzedine Lagab         | Algérie        | Groupement Sportif des Pétroliers Algérie | 343    |
| 4.  | Amanuel Gebrezgabihier | Érythrée       | Dimension Data for Qhubeka                | 267.5  |
| 5.  | Metkel Eyob            | Érythrée       | Terengganu                                | 261.5  |
| 6.  | Mekseb Debesay         | Érythrée       | Dimension Data for Qhubeka                | 212.5  |
| 7.  | Ali Nouisri            | Tunisie        | VIB Sports                                | 199    |
| 8.  | Didier Munyaneza*      | Rwanda         | -                                         | 175    |
| 9.  | Abdessadek Kouna       | Maroc          | Mitchelton-Scott                          | 150    |
| 10. | Daryl Impey            | Afrique du Sud | -                                         | 150    |

| #   | Équipe                                    | Pays                | Pts.   |
| --- | ----------------------------------------- | ------------------- | ------ |
| 1.  | Sovac-Natura4Ever                         | Algérie             | 771    |
| 2.  | Delko Marseille Provence KTM              | France              | 581.75 |
| 3.  | Groupement Sportif des Pétroliers Algérie | Algérie             | 520    |
| 4.  | Terengganu                                | Malaisie            | 384.5  |
| 5.  | VIB Sports                                | Bahreïn             | 307    |
| 6.  | Bike Aid                                  | Allemagne           | 263.5  |
| 7.  | Dimension Data for Qhubeka                | Italie              | 195.75 |
| 8.  | Direct Energie                            | France              | 187    |
| 9.  | Sharjah Pro Cycling                       | Émirats arabes unis | 182    |
| 10. | Dukla Banská Bystrica                     | Slovaquie           | 156    |

| #   | Pays           | Pts.   |
| --- | -------------- | ------ |
| 1.  | Érythrée       | 1402.5 |
| 2.  | Algérie        | 1203   |
| 3.  | Rwanda         | 1159,5 |
| 4.  | Afrique du Sud | 963,07 |
| 5.  | Maroc          | 673,5  |
| 6.  | Tunisie        | 558    |
| 7.  | Éthiopie       | 341    |
| 8.  | Namibie        | 286    |
| 9.  | Maurice        | 207,85 |
| 10. | Côte d'Ivoire  | 178    |

| #   | Pays (U23)     | Pts.   |
| --- | -------------- | ------ |
| 1.  | Rwanda         | 875.75 |
| 2.  | Maroc          | 507    |
| 3.  | Algérie        | 367    |
| 4.  | Afrique du Sud | 336.67 |
| 5.  | Érythrée       | 262.5  |
| 6.  | Éthiopie       | 191.75 |
| 7.  | Maurice        | 172.68 |
| 8.  | Kenya          | 114    |
| 9.  | Tunisie        | 113    |
| 10. | Burkina Faso   | 22.5   |